# Юхтин, Николай Николаевич
Николай Николаевич Юхтин (24 февраля 1915, Шишково, Ярославская губерния — 30 декабря 1983) — советский химик, один из создателей зарина, организатор советской промышленности по производству пестицидов, один из основателей Всесоюзного научно-исследовательского института химических средств защиты растений, лауреат Ленинской премии.

## Биография
Родился 24 февраля 1915 года в деревне Шишково (ныне — в Ростовском районе Ярославской области) в крестьянской семье. С 1932 г. работал на текстильной фабрике в Ярославской области.
Окончил рабфак (1934), затем — Ленинградский химико-технологический институт (1939). Работал там же.
В 1941—1946 служил в РККА, участник войны, гвардии майор; помощник начальника химотдела 10-й гвардейской армии, а также в военно-химическом управлении Дальневосточного фронта, штабе 20-й армии.
С 1946 г. занимался работой по проектированию и созданию ряда химических производств, особо важных для восстановления народного хозяйства.
Один из организаторов и с 1962 по 1972 г. — первый директор Всесоюзного научно-исследовательского института химических средств защиты растений.
Умер 30 декабря 1983 года.
Кандидат технических наук. Редактор и соавтор справочника:
- Краткий справочник по ядохимикатам [Текст] : справочник / ред. Н. Н. Юхтин. — М. : Колос, 1973. — 252 с. — 250000 экз.

## Награды
- Ленинская премия (1960) — за организацию разработки и освоения промышленного производства фосфорорганического ОВ зарина;
- орден Трудового Красного Знамени;
- орден «Знак Почёта»;
- орден Отечественной войны II степени (20.3.1944)[1];
- медали, в том числе:
  - «За боевые заслуги» (9.7.1942)[1];
  - «За победу над Германией»[4];
  - две золотые и серебряная медали ВДНХ СССР.